# Élections législatives de 1968 dans la Drôme
Les élections législatives françaises de 1968 se déroulent les 23 et 30 juin 1968. Dans le département de la Drôme, trois députés sont à élire dans le cadre de trois circonscriptions.

## Élus
| Circonscription | Député sortant       | Parti | Parti       | Député élu ou réélu  | Parti | Parti       |
| --------------- | -------------------- | ----- | ----------- | -------------------- | ----- | ----------- |
| 1re             | Roger Ribadeau-Dumas |       | UDR         | Roger Ribadeau-Dumas |       | UDR         |
| 2e              | Maurice Pic          |       | FGDS (SFIO) | Maurice Pic          |       | FGDS (SFIO) |
| 3e              | Georges Fillioud     |       | FGDS (CIR)  | Gérard Sibeud        |       | UDR         |

## Résultats

### Résultats à l'échelle du département
| Parti          | Parti                                           | Premier tour | Premier tour | Second tour | Second tour | Sièges |
| Parti          | Parti                                           | Voix         | %            | Voix        | %           | Sièges |
| -------------- | ----------------------------------------------- | ------------ | ------------ | ----------- | ----------- | ------ |
|                | Union pour la défense de la République          | 49 589       | 32,66        | 79 244      | 52,96       | 2      |
|                | Républicains indépendants                       | 11 129       | 7,33         | Retrait     | Retrait     | 0      |
|                | Union des républicains de progrès               | 60 718       | 39,99        | 79 244      | 52,96       | 2      |
|                |                                                 |              |              |             |             |        |
|                | Section française de l'Internationale ouvrière  | 25 253       | 16,63        | 24 645      | 16,47       | 1      |
|                | Convention des institutions républicaines       | 12 766       | 8,41         | 24 632      | 16,46       | 0      |
|                | Fédération de la gauche démocrate et socialiste | 38 019       | 25,04        | 49 277      | 32,93       | 1      |
|                |                                                 |              |              |             |             |        |
|                | Parti communiste français                       | 27 877       | 18,36        | 21 104      | 14,10       | 0      |
|                | Progrès et démocratie moderne                   | 24 455       | 16,11        | Retrait     | Retrait     | 0      |
|                | Parti socialiste unifié                         | 770          | 0,51         |             |             | 0      |
|                |                                                 |              |              |             |             |        |
| Inscrits       | Inscrits                                        | 197 570      | 100,00       | 197 567     | 100,00      | 3      |
| Abstentions    | Abstentions                                     | 43 742       | 22,14        | 43 412      | 21,97       |        |
| Votants        | Votants                                         | 153 828      | 77,86        | 154 155     | 78,03       |        |
| Blancs et nuls | Blancs et nuls                                  | 1 989        | 1,29         | 4 530       | 2,94        |        |
| Exprimés       | Exprimés                                        | 151 839      | 98,71        | 149 625     | 97,06       |        |

### Résultats par circonscription

#### Première circonscription (Valence - Die)
| Candidat       | Candidat                           | Parti          | Premier tour | Premier tour | Second tour | Second tour |  |
| Candidat       | Candidat                           | Parti          | Voix         | %            | Voix        | %           |  |
| -------------- | ---------------------------------- | -------------- | ------------ | ------------ | ----------- | ----------- |  |
|                | Roger Ribadeau-Dumas sortant réélu | UDR (URP)      | 21 574       | 40,48        | 29 208      | 58,05       |  |
|                | Gabriel Coullaud                   | PCF            | 12 890       | 24,19        | 21 104      | 41,95       |  |
|                | Gérard Gaud                        | FGDS (SFIO)    | 9 893        | 18,56        | Retrait     | Retrait     |  |
|                | Maurice-René Simonnet              | CD (PDM)       | 8 934        | 16,76        | Retrait     | Retrait     |  |
|                |                                    |                |              |              |             |             |  |
| Inscrits       | Inscrits                           | Inscrits       | 70 794       | 100,00       | 70 777      | 100,00      |  |
| Abstentions    | Abstentions                        | Abstentions    | 16 717       | 23,61        | 18 077      | 25,54       |  |
| Votants        | Votants                            | Votants        | 54 077       | 76,39        | 52 700      | 74,46       |  |
| Blancs et nuls | Blancs et nuls                     | Blancs et nuls | 786          | 1,45         | 2 388       | 4,53        |  |
| Exprimés       | Exprimés                           | Exprimés       | 53 291       | 98,55        | 50 312      | 95,47       |  |

#### Deuxième circonscription (Montélimar - Nyons)
| Candidat       | Candidat                  | Parti          | Premier tour | Premier tour | Second tour | Second tour |  |
| Candidat       | Candidat                  | Parti          | Voix         | %            | Voix        | %           |  |
| -------------- | ------------------------- | -------------- | ------------ | ------------ | ----------- | ----------- |  |
|                | Jean Escoffier            | UDR (URP)      | 16 784       | 35,23        | 23 235      | 48,53       |  |
|                | Maurice Pic sortant réélu | FGDS (SFIO)    | 15 360       | 32,24        | 24 645      | 51,47       |  |
|                | Gilbert Sauvan            | CD (PDM)       | 7 873        | 16,52        | Retrait     | Retrait     |  |
|                | Charles Monier            | PCF            | 7 629        | 16,01        | Retrait     | Retrait     |  |
|                |                           |                |              |              |             |             |  |
| Inscrits       | Inscrits                  | Inscrits       | 60 660       | 100,00       | 60 676      | 100,00      |  |
| Abstentions    | Abstentions               | Abstentions    | 12 295       | 20,27        | 11 752      | 19,37       |  |
| Votants        | Votants                   | Votants        | 48 365       | 79,73        | 48 924      | 80,63       |  |
| Blancs et nuls | Blancs et nuls            | Blancs et nuls | 719          | 1,49         | 1 044       | 2,13        |  |
| Exprimés       | Exprimés                  | Exprimés       | 47 646       | 98,51        | 47 880      | 97,87       |  |

#### Troisième circonscription (Romans-sur-Isère)
| Candidat       | Candidat                 | Parti          | Premier tour | Premier tour | Second tour | Second tour |  |
| Candidat       | Candidat                 | Parti          | Voix         | %            | Voix        | %           |  |
| -------------- | ------------------------ | -------------- | ------------ | ------------ | ----------- | ----------- |  |
|                | Georges Fillioud sortant | FGDS (CIR)     | 12 766       | 25,08        | 24 632      | 47,89       |  |
|                | Gérard Sibeud élu        | UDR (URP)      | 11 231       | 22,06        | 26 801      | 52,11       |  |
|                | Pierre Didier            | RI             | 11 129       | 21,86        | Retrait     | Retrait     |  |
|                | Henri Durand             | CD (PDM)       | 7 648        | 15,02        | Retrait     | Retrait     |  |
|                | Maurice Michel           | PCF            | 7 358        | 14,46        | Retrait     | Retrait     |  |
|                | Jean-Noël Bernard        | PSU            | 770          | 1,51         |             |             |  |
|                |                          |                |              |              |             |             |  |
| Inscrits       | Inscrits                 | Inscrits       | 66 116       | 100,00       | 66 114      | 100,00      |  |
| Abstentions    | Abstentions              | Abstentions    | 14 730       | 22,28        | 13 583      | 20,54       |  |
| Votants        | Votants                  | Votants        | 51 386       | 77,72        | 52 531      | 79,46       |  |
| Blancs et nuls | Blancs et nuls           | Blancs et nuls | 484          | 0,94         | 1 098       | 2,09        |  |
| Exprimés       | Exprimés                 | Exprimés       | 50 902       | 99,06        | 51 433      | 97,91       |  |